# مات هولاند
مات هولاند (بالإنجليزية: Matt Holland)‏ (مواليد 11 أبريل 1974) هو لاعب كرة قدم. يلعب مع منتخب جمهورية أيرلندا لكرة القدم. سبق له أن لعب في كأس العالم لكرة القدم مع منتخب بلاده.

## مسيرته الكروية
لعب مات هولاند خلال مسيرته الاحترافية مع 4 أندية في ستة عشر موسمًا وسجل خلالها 69 هدفًا ضمن 554 مباراة. ولم يفز بأي موسم بالكأس أو بالدوري.
خاض مات هولاند مسيرته مع نادي وست هام يونايتد في موسم 1993–94 لمدة موسم واحد، لم يشارك في أي مباراة ولم يسجل أي هدف. ثم انتقل إلى نادي بورنموث في موسم 1994–95 واستمر معه طيلة ثلاثة مواسم، حيث شارك في 104 مباراة سجل خلالها 18 هدفًا. لينتقل بعدها إلى نادي إيبسويتش تاون في موسم 1997–98 ليلعب معه ستة مواسم، مشاركًا في 259 مباراة سجل خلالها 38 هدفًا. ثم انتقل إلى نادي تشارلتون أثلتيك في موسم 2003–04 ليلعب معه ستة مواسم، مشاركًا في 191 مباراة سجل خلالها 13 هدفًا.

## روابط خارجية
- مات هولاند على موقع الاتحاد الدولي (مؤرشف)  (الإنجليزية)
- مات هولاند على موقع قاعدة بيانات كرة القدم.إي يو (الإنجليزية)
- مات هولاند على موقع ناشيونال فوتبول تيمز (الإنجليزية)
- مات هولاند على موقع Soccerbase.com (لاعب) (الإنجليزية)
- مات هولاند على موقع عالم كرة القدم.نت (الإنجليزية)